# Коров'яча балка
Коров'яча балка (рос. урочище Коровья Балка,) — мала річка в Україні  в Білогірському районі Автономної Республіки Крим, на півдні Керченського півострова, (басейн Качика).

## Опис
Довжина річки приблизно 9,31 км, найкоротша відстань між витоком і гирлом — 7,22  км, коефіцієнт звивистості річки — 1,29 . Формується притокою (балкою), багатьма безіменними струмками та загатами.
Притока: Крива балка (права).

## Розташування
Бере початок на південній стороні від села Вулканівка (до 1948 — Джав-Тьобе, крим. Cav Töbe)  . Тече переважно на південний захід понад горою Безводна (49,5 м), через урочища Запретна Гора та Зайчатник. На північний схід від гори Акбулат-Оба (51,8 м) впадає у солоне озеро Качик.

## Цікаві факти
- На правому березі річки у пригирловій частині за 6,13 км розташований Чаудинський маяк[1].